# 福本容子
福本 容子（ふくもと ようこ、1962年8月14日 - ）は、日本のジャーナリスト、毎日新聞客員論説委員。

## 来歴
熊本県長洲町の出身で、早稲田大学教育学部英語英文学科卒業後の1987年に毎日新聞社へ入社。『英文毎日』や経済部での記者を経て、マサチューセッツ工科大学大学院の修士課程へ留学した。1992年に修士（政治経済学）の学位を授与されたことを機に、毎日新聞社へ復職。復職後は、ロンドンにある欧州総局への特派員として、ヨーロッパ・イギリス経済、OPEC、WTOなどの取材を担当した。2005年から2008年まで経済部副部長（デスク）を務めた後に、2008年から経済部の編集委員 と論説委員を兼務。その一方で、2009年から『ひるおび!』（TBSテレビ）の金曜コメンテーターへ起用されたことを皮切りに、複数の報道・情報系番組でコメンテーターやパネラーを務めている。

## 人物
- 趣味はカラオケとフラワーショップ巡り。2020年10月に出家した。得度を機に「清容」（せいよう）という法名を受けているが、メディアなどでは出家前と同じく、本名（福本容子）で活動を続けている。毎日新聞社との関係が客員扱いに変わったことや、かねてから檀家として所属している東京都内の寺院にフィリピン人の信者が増えていることや、フィリピンで活動してきたその寺院の僧侶が高齢のために日本へ帰国したことによる。出家後は、日本での活動を続けながら、フィリピン国内での布教活動も視野に入れているという。
- 新型コロナウイルスの感染予防対策としてのフェイスシールドについて、「気持ち悪い」「不気味」「（装着している人は）怖い」などと発言した[1]。
- 安倍晋三批判の急先鋒として知られており、毎日新聞のコラムやワイドショーなどでは、批判的な論調でコメントすることがある[2][3][4][5][6][7][8][9][10]。
- いわゆる日本海呼称問題について、日本海の単独呼称にこだわるべきでなく、韓国が主張する「東海（トンへ）」という呼称も併称すべきであると主張している。[11]

## 出演番組

### テレビ
- ひるおび!（TBS系列、2009年7月 - 2021年12月、金曜日→火曜日午後枠コメンテーター）
- 報道ステーションSUNDAY（テレビ朝日系列、2012年4月 - 2020年9月）
- ちちんぷいぷい（毎日放送、パネラー）
  - 2019年3月までは不定期で水曜日、同年4月から2021年3月の番組終了までは、斉藤貞三郎（毎日新聞大阪本社編集局次長→制作技術局長）との隔週交代で木曜日に出演。
- ミント!木曜日（毎日放送、パネラー、2020年4月 - 2021年3月）
  - 2019年4月から2021年3月まで『ちちんぷいぷい』の後枠に編成されていた生放送番組で、同番組の出演週に2番組連続で登場。

### ラジオ
- こんちわコンちゃんお昼ですょ!火曜日（毎日放送、不定期出演）